# Monaster Wniebowstąpienia Pańskiego w Orszy
Monaster Wniebowstąpienia Pańskiego – od momentu powstania do 1903 męski, a następnie żeński klasztor prawosławny w Orszy, podległy eparchii twerskiej.

## Historia

### Klasztor męski
Męski monaster Wniebowstąpienia Pańskiego został założony najpóźniej w XIV w. u ujścia rzeki Orszy do Wołgi. Pierwsze pisemne informacje o nim pochodzą z XV stulecia, gdy książę twerski Borys Aleksandrowicz ufundował drewnianą cerkiew Wniebowstąpienia Pańskiego dla już istniejącej wspólnoty monastycznej. W II połowie XVI stulecia obiekt ten został rozebrany; na jego miejscu powstała kamienna świątynia, poświęcona w 1567 przez św. Warsonofiusza Twerskiego. Klasztor był szczególnie ceniony jako ośrodek sztuki ikonopisarskiej. Mnisi Hiob i Nifont napisali m.in. pierwszą ikonę św. Nilusa ze Stołobny.
Monaster został kilkakrotnie napadnięty w czasie wojen polsko-rosyjskich XVII w.; w czasie jednej z napaści zginęli wszyscy mieszkańcy klasztoru. W rezultacie poniesiony w ten sposób strat klasztor nigdy nie odzyskał dawnej pozycji. W 1649 stracił status niezależnego monasteru.

### Klasztor żeński
Do formalnego zamknięcia męskiego monasteru w Orszy doszło w 1903, gdy na mocy dekretu arcybiskupa twerskiego Dymitra (Sambikina) w jego zabudowaniach zamieszkała żeńska wspólnota monastyczna, filia monasteru Zmartwychwstania Pańskiego w Nowotorżoku. W 1913 w klasztorze zamieszkiwało ok. 140 mniszek i posłusznic. Na ich potrzeby dokonany został remont całego kompleksu zabudowań. Mniszki prowadziły szkołę dla dzieci chłopskich, szpital, zaś od 1914 także przytułek dla sierot po poległych rosyjskich żołnierzach.
W 1919 z polecenia nowych, bolszewickich władz Rosji monaster został zlikwidowany, zaś wspólnota zakonna rozproszona. Dalsze losy mniszek są nieznane. Do 1937 główna cerkiew klasztorna pełniła funkcje świątyni parafialnej; w wymienionym roku zamieniono ją na magazyn zboża w miejscowym kołchozie. Większość wyposażenia klasztornych cerkwi została wywieziona; najcenniejsza ikona, kopia Fiodorowskiej Ikony Matki Bożej, znalazła się w galerii malarstwa w Twerze. Dawne zabudowania mieszkalne zaadaptowano na szkołę z internatem.

#### Odnowienie życia monastycznego
W 1992 państwo rosyjskie zwróciło Rosyjskiemu Kościołowi Prawosławnemu budynki monasteru w Orszy, co pozwoliło na ponowną organizację żeńskiego życia mniszego w tym miejscu dekretem Świętego Synodu z 21 października 1992. W 1996 została wzniesiona drewniana cerkiew św. Sawwacjusza Twerskiego, która stała się główną świątynią monasteru. Nabożeństwa były odprawiane również w tej części soboru Wniebowstąpienia Pańskiego, w której ocalały fragmenty dawnych fresków. Pierwszą przełożoną odrodzonego klasztoru została mniszka Julianna (Ritoniemi Kirsi), przeniesiona w 1996 do monasteru św. Katarzyny w Twerze (usamodzielnionej filii klasztoru w Orszy). Zastąpiła ją mniszka Eupraksja (Inber). Cały czas w monasterze trwały prace remontowe w budynkach mieszkalnych oraz głównym soborze.
Zakonnice prowadzą przytułek dla dziewcząt, prowadzą kursy teologiczne koordynowane przez mniszki z monasteru św. Katarzyny w Twerze oraz uczą religii w jednym z gimnazjów w Twerze. Klasztor dysponuje 100 ha ziemi z ogrodem i pasieką. W monasterze w 2008 przebywało 12 mniszek i posłusznic.